# Grand-Verly
Grand-Verly è un comune francese di 151 abitanti situato nel dipartimento dell'Aisne della regione dell'Alta Francia.

## Società

### Evoluzione demografica
Abitanti censiti